# Elecciones legislativas de Mongolia de 1957
Las elecciones parlamentarias de 1957 tuvieron lugar el día 16 de junio en la República Popular de Mongolia.
En esta época, Mongolia se encontraba bajo el régimen de un único partido, el cual era el Partido Revolucionario del Pueblo de Mongolia.
El Partido Revolucionario del Pueblo de Mongolia ganó 178 de los 233 escaños, el resto de los 55 escaños fue a parar a candidatos no alineados en partidos, quienes habían sido aprobados por el Partido Revolucionario del Pueblo de Mongolia debido a su status.
El recuento de votos fue del 100%, con unos 37 votantes de los 509.531 registrados que no fueron a ejercer su derecho a voto.

## Tabla de resultados
| Partido                                       | Votos   | %   | Diputados | +/- |
| --------------------------------------------- | ------- | --- | --------- | --- |
| Partido Revolucionario del Pueblo de Mongolia |         |     | 178       | -14 |
| Independientes                                |         |     | 55        | -44 |
| Inválidos/Votos en blanco                     |         | -   | -         | -   |
| Total                                         | 509.494 | 100 | 233       | -62 |
| Fuente: Nohlen et al.                         |         |     |           |     |